# Висша лига на Антигуа и Барбуда
Антигуа и Барбуда Премиър дивижън е първенство създадено през 1968 година. Понастящем първенството носи името на основните спонсори Диджисел (мобилен оператор, действащ на теритрията на целия Карибски регион) и Ред Страйп (ямайска пивоварна) или Диджисел/Ред Страйп Премиър дивижън. Състои се от 10 футболни отбора от Антигуа и Барбуда, като последните два изпадат в Първа дивизия. Най-итулуваният отбор е „Емпайър ФК“ с 13 титли.

## Отбори състезаващи се през сезон 2017 – 18
- Булетс (Пиготс)
- Гринейдс (Дженингс)
- Куул енд Смуут АКТ Емпайър (Сейнт Джонс)
- Олд Роуд (Олд Роуд)
- Пархам (Пархам)
- САП (Боланс)
- Суийтс (Суийтс)
- Трайъм (Сейнт Джонс)
- Файв Айлъндс (Файв Айлъндс
- Хопърс (Грийнбей, Сейнт Джонс)

## Шампиони по клубове
| Клуб                               | Шампион | Години                                                                                                 |
| ---------------------------------- | ------- | --- |
| Емпайър (Грей'с Фарм, Сейнт Джонс) | 13      | 1969, 1970, 1971, 1972, 1973, 1974/75, 1978/79, 1987/88, 1991/92, 1997/98, 1998/99, 1999/2000, 2000/01 |
| Пархам                             | 5       | 2001/02, 2002/03, 2010/11, 2014/15, 2016/17                                                            |
| Баса (Ол Сейнт'с)                  | 5       | 2003/04, 2004/05, 2006/07, 2007/08, 2009/10                                                            |
| САП (Боланс)                       | 4       | 1988/89, 2005/06, 2008/09, 2013/14                                                                     |
| Инглиш Харбър                      | 3       | 1994/95, 1995/96, 1996/97                                                                              |
| Сюпа Старс                         | 2       | 1975/76, 1976/77                                                                                       |
| Лайън Хил Сплиф                    | 2       | 1983, 1993/94                                                                                          |
| Вила Лайънс (Сейнт Джонс)          | 2       | 1983/84, 1985/86                                                                                       |
| Либърта                            | 2       | 1984/85, 1986/87                                                                                       |
| Олд Роуд                           | 2       | 2011/12, 2012/13                                                                                       |
| Дж. & Дж. Кънстракшънс (Пархам)    | 1       | 1989/90                                                                                                |
| Хопърс (Грийнбей, Сейнт Джонс)     | 1       | 2015/16                                                                                                |

## Голмайстори
| Година    | Голмайстор(и)       | Клуб (ове) | Голове |
| --------- | ------------------- | ---------- | ------ |
| 2000 – 01 | Конрад „Боуст“ Уайт | Емпайър    | 21     |
| 2001 – 02 | Конрад „Боуст“ Уайт | Емпайър    | 26     |
| 2002 – 03 | Ракли Томас         | САП        | 20     |
| 2004 – 05 | Питър Байърс        | САП        | 18     |
| 2006 – 07 | Ранджи Крисчън      | Баса       | 15     |
| 2008 – 09 | Стивън Смит         | Олд Роуд   | 17     |
| 2009 – 10 | Кели Фредерик       | Хопърс     | 15     |